# Dream Horse
Dream Horse ist eine US-amerikanisch-britische Sport-Tragikomödie aus dem Jahr 2020 unter der Regie von Euros Lyn. In den Hauptrollen sind Toni Collette, Damian Lewis, Owen Teale, Joanna Page und Peter Davison zu sehen. Er basiert auf der wahren Geschichte von Jan Vokes und ihrem Rennpferd Dream Alliance.

## Handlung
Der Film erzählt die wahre Geschichte der Waliserin Jan Vokes und ihrem Rennpferd Dream Alliance. Vokes, die tagsüber in einem Supermarkt als Kassiererin und abends als Barkeeperin arbeitet, hat aus dem Nichts die verrückte Idee mit sehr wenig Geld und ohne jegliche Erfahrung ein Rennpferd zu züchten. Sie schafft es ihre Nachbarn und Dorfmitbewohner dazu zu bewegen in das Pferd zu investieren, damit es mit der allerhöchsten Rennelite mithalten kann. Die gemeinsame Investition führt bis zu walisischen Grand National Rennen.

## Synchronisation
Die deutschsprachige Synchronisation hat die EuroSync aus Berlin übernommen. Die Dialogregie führte Dagmar Preuß und das Dialogbuch stammt von Andreas Barz.
| Rolle         | Darsteller        | Synchronsprecher     |
| ------------- | ----------------- | -------------------- |
| Jan Vokes     | Toni Collette     | Christin Marquitan   |
| Howard Davies | Damian Lewis      | Torben Liebrecht     |
| Alun Baldwin  | Rhys Horler       | Christian Intorp     |
| Angela Davies | Joanna Page       | Sarah Riedel         |
| Brian Vokes   | Owen Teale        | Sven Brieger         |
| Elsie         | Lynda Baron       | Sonja Deutsch        |
| Gerwyn        | Steffan Rhodri    | Frank Röth           |
| Goose         | Darren Evans      | Dirk Petrick         |
| Gordon        | Brian Doherty     | Christoph Krix       |
| Kerby         | Karl Johnson      | Axel Lutter          |
| Kevin         | Rhys ap William   | Matthias Klages      |
| Maldwyn       | Anthony O’Donnell | Hans-Eckart Eckhardt |
| Maureen       | Siân Phillips     | Gertie Honeck        |
| Nerys         | Di Botcher        | Karin David          |
| Peter         | Asheq Akhtar      | Peter Sura           |
| Philip Hobbs  | Nicholas Farrell  | Erich Räuker         |
| Rob Rossi     | Benji Wild        | Valentin Stilu       |

## Produktion
Im März 2019 wurde die Besetzung um Toni Collette und Damian Lewis bekannt. Während die ursprüngliche Wahl für die Rolle der Jan Vokes Catherine Zeta-Jones war, sie aber schließlich als zu glamouröse und zu weit von der echten Jan entfernt empfunden wurde, zog der walisische Schauspieler Ioan Gruffudd für die Rolle des Howard Davies den kürzeren, weil Lewis als bekannteres Gesicht für das US-Publikum eingeschätzt wurde. Im Mai 2019 stießen Owen Teale, Joanna Page, Nicolas Farrell, Siân Phillips und Karl Johnson zum Cast hinzu.
Die Dreharbeiten begannen im Mai 2019 in Gwent, Wales.

## Hintergrund
Der Film basiert auf der wahren Geschichte von Jan Vokes aus dem kleinen walisischen Dorf Cefn Fforest und ihrem 2001 geborenen Rennpferd Dream Alliance. Sie gründete ein Syndikat mit 23 zahlenden Mitgliedern, die bereit waren zehn Pfund pro Woche beizutragen um Besitzer des Pferdes zu werden. Dream Alliance konnte in seiner Karriere am Ende in 30 Rennen Preisgelder von über 137.000 Pfund erzielen. Das Pferd ist 2012 aus dem Rennsport ausgeschieden und lebt heute auf einem Gehöft in der Grafschaft Somerset. Abzüglich aller Trainings- und Tierarztkosten erhielten die 23 Mitglieder des Syndikat ein Profit von je £1430.
2015 ist dazu eine britische Dokumentation unter dem Titel Dark Horse: The Incredible True Story of Dream Alliance von Louise Osmond erschienen.

## Veröffentlichung
Der Film wurde erstmals am 24. Januar 2020 beim Sundance Film Festival vorgestellt. Aufgrund der COVID-19-Pandemie wurde die Veröffentlichung mehrfach verschoben. Der Kinostart war schließlich in den USA am 21. Mai 2021, in Großbritannien am 4. Juni 2021 und in Deutschland am 12. August 2021.

## Rezeption
Bei dem Bewertungsportal Rotten Tomatoes wurde der Film auf Basis von 132 Bewertungen mit einer positiven Zustimmung von 88 % bewertet.
Die Süddeutsche Zeitung schreibt, das Leitmotiv des Films sei es, sich mit dem tristen Status quo einfach nicht zufriedenzugeben. Und das Aufeinandertreffen der Dorfbewohner mit den reichen Pferdebesitzern würde dem Film lustig-auftrumpfende Momente bescheren. Die SZ erwähnt aber auch die Diskussion von Tierschützern über die im Film gezeigten Hindernisrennen.
Bei Kino-Zeit heißt es, dass die klassische Geschichte einer Frau erzählt werde, die allem anfänglichen Spott zum Trotz ihre Ziele ehrgeizig und leidenschaftlich verfolgen würde und schlussendlich immer mehr Menschen für ihre Sache gewinnen würde. Dieser romantisierte, stellenweise auch kitschige Blick, sei zugleich die größte Stärke wie auch Schwäche von Dream Horse. Hauptdarstellerin Toni Collette überzeuge durch ihr einfühlsames Spiel.
Film-Rezensionen findet, dass die kauzigen Figuren, die dort im gezeigten walisischen Dorf leben, für Kurzeweile sorgen, und hebt die Naturaufnahmen vom ländlichen Wales hervor. Dream Horse würde grundsätzlich dem typischen Underdog-Sport-Motiv entsprechen, aber dies sei sympathisch umgesetzt und entspreche einer gelungenen Wohlfühl-Tragikomödie.
Die Tierschutzorganisation PETA meint, dass der Film als Komödie die traurige Realität des Pferdesports verschleiere.